# امپیلی-لو-سک
امپیلی-لو-سک (به فرانسوی: Ampilly-le-Sec) یک کمون در فرانسه است که در Canton of Châtillon-sur-Seine واقع شده‌است.

## خصوصیات
امپیلی-لو-سک ۲۴٫۴ کیلومترمربع مساحت و ۳۶۲ نفر جمعیت دارد و ۲۸۵ متر بالاتر از سطح دریا واقع شده‌است.